# ناحیه گرت، شهرستان داگلاس، ایلینوی
ناحیه گرت (به انگلیسی: Garrett Township) یک منطقهٔ مسکونی در ایالات متحده آمریکا است که در شهرستان داگلاس واقع شده‌است. ناحیه گرت ۲۰۵ متر بالاتر از سطح دریا واقع شده‌است.